# Cataglyphis isis
Cataglyphis isis é uma espécie de inseto do gênero Cataglyphis, pertencente à família Formicidae.